# Die Nottaufe

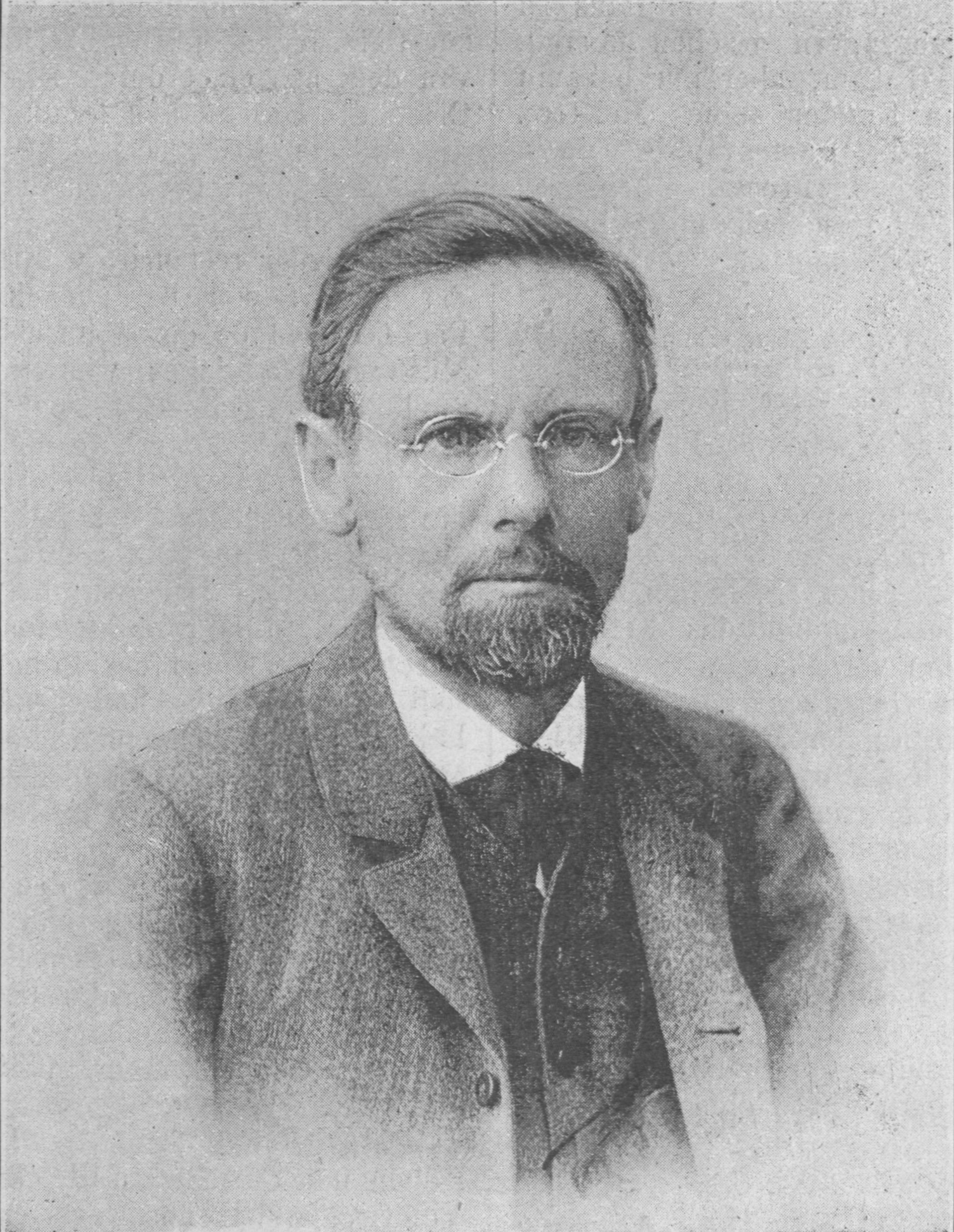
Peter Rosegger im Jahr 1893

Der Nottaufe ist eine Erzählung des österreichischen Schriftstellers Peter Rosegger, die im Februarheft 1885 (9. Jahrgang, Heft 5) des Grazer Heimgartens erschien.

## Inhalt
Die Wöchnerin Frau Bachstoffel ruft Frau Sunnberger, die Gevatterin und Patin des Neugeborenen, ans Kindbett. Beide werden sich einig – das Neugeborene sollte heute noch, an seinem Geburtstage, getauft werden. Denn das Kindlein macht einen gar zu „spatzenblutarmen“ Eindruck. Der Weg zum Kaplan in die Lusch wird Frau Sunnberger mit dem Wickelkind im Arm die rot’ Lenten hinauf über den Brandsteig an den Wetterkreuzen vorbei, sodann hinab – an der Scharwand entlang am Schlärmbach hinunter ins Krippental – führen. 
Doch bereits auf der Anhöhe muss die Patin im Häusel des Kleinen Urban vor einem Gewitter Schutz suchen. Eiskörner prallen ans Fenster. Der fünfjährige Sohn des Kleinen Urban ist mit der Katze allein zu Haus. Seine Mutter mäht unten beim Schragenkern und der Vater arbeitet die ganze Woche über im Raithschlag.
Als sich das Unwetter verzogen hat, lässt die Patin das Kindlein von dem Jungen bewachen und erkundet die Begehbarkeit des Pfades entlang des stark angeschwollenen Schlärmbaches. Im Krippental angekommen, geht eine Lawine von der Scharwand ab. Die Mure versperrt ihr den Rückweg. Frau Sunnberger muss einen Umweg nehmen. Im Häusel des Kleinen Urban „tauft“ das Vorschulkind inzwischen das Neugeborene mit einer Schüssel Wasser auf den Namen Jackerle. Die widerborstig fauchende Katze assistiert bei der Taufhandlung; schmeißt die Schüssel um. Das Wasser ergießt sich übers Jackerle. Frau Sunnberger, in der Haustür, fällt aus allen Wolken. Und der kleine Junge hat während der Nottaufe einen Flüchtigkeitsfehler bei der Namensgebung gemacht. Das Neugeborene ist kein Junge, sondern ein Mädchen.
Nicht weiter schlimm, beschwichtigt der Kaplan im Kirchlein der Lusch. Nottaufen, von Kindern unter sieben Jahren vorgenommen, seien ungültig. Also tauft der Geistliche das Kind auf dem Namen Agnes.
Zwanzig Jahre danach ist aus dem kleinen „Bub“ ein großer Bauer geworden. Der besucht Agnes des Öfteren drunten im Bachstoffel-Haus. Einmal fragt er an: „Agnes, ich hab dir schon einmal einen Namen gegeben, der dir nicht recht gewesen ist. Jetzt möcht’ ich’s ein zweitesmal probieren. Willst du den meinen haben?“ Agnes bejaht ganz leise.

## Ausgaben
- Die Nothtaufe. In: Höhenfeuer. Neue Geschichten aus den Alpen. A. Hartleben’s Verlag, Wien 1887, S. 287–298 (archive.org).
- Die Nottaufe in Peter Rosegger: Das Ereignis in der Schrun, ’s Guderl, Die Nottaufe. Verlag des Volksbildungsvereins, Wiesbaden 1905
- Die Nottaufe. S. 342–352 in  Das Buch der Novellen. Erster Band. Von Peter Rosegger (Adam das Dirndl – Die Harfe im Walde – Der Adlerwirt von Kirchbrunn – Das Gupferl – Der Hinterschöpp – Die Nottaufe – Das Unglück in Rieselwang – Die Kreuzhüttenbuben). L. Staackmann. Leipzig 1913

## Anmerkung
1. ↑  Im Dachstein bei Gosau gibt es eine Scharwand.